# Calymperes bartramii
Calymperes bartramii är en bladmossart som beskrevs av William Dean Reese 1961. Calymperes bartramii ingår i släktet Calymperes och familjen Calymperaceae. Inga underarter finns listade i Catalogue of Life.